# Imera settentrionale
De Imera settentrionale "Noordelijke Himera" is een rivier op het Italiaanse eiland Sicilië. De rivier ontspringt op de Monte Mufara en mondt bij Himera uit in de Tyrreense Zee.

## Geschiedenis
De rivier heette in de oudheid al Himera (Grieks: Ἱμέρας, Latijn: Himera) en is genoemd naar de Griekse stadstaat Himera, die aan de Imera settentrionale lag. In de oudheid dacht men dat de noordelijke en Zuidelijke Himera (Imera meridionale) aan elkaar vastzaten en dat dit dus een enkele rivier was. Bij de rivier werd drie keer een veldslag uitgevochten: de Slag aan de Himera (446 v.Chr.), Slag aan de Himera (310 v.Chr.) en Slag aan de Himera (211 v.Chr.).